# Jacques Réda
Jacques Réda (Lunéville, 24 gennaio 1929 – Hyères, 30 settembre 2024) è stato un poeta, critico musicale, nonché flâneur francese.
Era considerato uno dei migliori poeti francesi contemporanei.

## Biografia
Diresse la Nouvelle Revue Française dal 1987 al 1996. Scrisse poesie e raccolte di racconti. Fu un grande amante della musica, in particolare del jazz. Fu membro del comitato di lettura delle edizioni Gallimard. Collaborò regolarmente a Jazz Magazine dal 1963. Pubblicò svariate opere sul jazz, tra cui L'Improviste (1980) che propone una lettura sensibile e poetica di questo fenomeno musicale. Réda, lorenese, ha sempre amato percorrere i luoghi lontani e le periferie in treno o a piedi. Molto sensibile agli odori e alle atmosfere, ha descritto un mondo a piccola velocità, mosso dagli incidenti più umili. Guarda Parigi nei suoi anfratti più segreti, più deserti, Tolbiac o Vaugirard. Réda è l'inventore del verso di quattordici sillabe, che si deve, lui dice, leggere ad alta voce, che si deve parlare.

## Opere
- Les Inconvénients du métier. Proses, Paris, Seghers, 1952. Esaurito.
- All Stars. Poèmes, Paris, René Debresse, 1953. Esaurito.
- Cendres chaudes. Poèmes, La Rochelle, Librairie Les Lettres, 1955. Esaurito.
- Laboureur du silence. Poèmes, Vitry-sur-Seine, Cahiers Rochefort, 1955. Esaurito.
- Le Mai sombre. Poèmes, Luxembourg, Origine, 1968. Esaurito.
- Amen. Paris, Gallimard, coll. Le Chemin, 1968. (Riedizione. Ripreso nella collana Poésie/Gallimard, 1988).
- Récitatif. Paris, Gallimard, coll. Le Chemin, 1970. (Riedizione. Ripreso nella collana Poésie/Gallimard, 1988).
- La Tourne. Paris, Gallimard, coll. Le Chemin, 1975. (Riedizione. Ripreso nella collana Poésie/Gallimard, 1988).
- Les Ruines de Paris. Paris, Gallimard, coll. Le Chemin, 1977. (Riedizione. Ripreso nella collana Poésie/Gallimard, 1993).
- L'Improviste, une lecture du jazz. Paris, Gallimard, collection Le Chemin, 1980. (Réédition: Repris dans L'Improviste, Folio Essais, 1990).
- Anthologie des musiciens de jazz. Paris, Stock, 1981.
- P.L.M. et autres textes. Cognac, Le Temps qu'il fait, 1982. (Reprise: La version définitive de ces textes est incluse dans L'Herbe des talus).
- Hors les murs. Paris, Gallimard, coll. Le Chemin, 1982. (Réédition: En version corrigée dans la collection Poésie/Gallimard, 2001).
- Gares et trains. A.C.E., coll. Le Piéton de Paris, 1983. (Reprise ultérieure: La version définitive de cet ouvrage constitue la dernière partie (‘Terminus’) de Châteaux des courants d'air, 1986).
- Le Bitume est exquis. Fata Morgana, 1984.
- L'Herbe des talus. Gallimard, coll. Le Chemin, 1984. (Reprend: les textes de P.L.M. et autres textes, 1982).
- « Le XVeme magique » in Montparnasse, Vaugirard, Grenelle. Fanlac, 1984. (Album de photographies réalisées par Bernard Tardien et Pierre Pitrou. Texte repris dans Châteaux des courants d'air, 1986.
- Celle qui vient à pas légers. Montpellier, Fata Morgana, 1985.
- Beauté suburbaine. Fanlac, 1985.
- Jouer le jeu (L'Improviste II). Paris, Gallimard, coll. Le Chemin, 1985.
- Premier livre de reconnaissances. Montpellier, Fata Morgana, 1985.
- Châteaux des courants d'air. Proses et poèmes, Paris, Gallimard, coll. ‘Blanche’, 1986.
- Un Voyage aux sources de la Seine. Fata Moragana, 1987. 88 pages. (La version définitive de ce récit figure dans Recommandations aux promeneurs, 1988(.
- Album Maupassant. Texte et iconographie commentée, Paris, Gallimard, coll. La Pléiade, 1987.
- Recommandations aux promeneurs. Paris, Gallimard, coll. ‘Blanche’, 1988.
- Ferveurs de Borges. Montpellier, Fata Morgana, 1988.
- Un Paradis d'oiseaux. Montpellier, Fata Morgana, 1988. (La version définitive de ces poèmes est incluse dans Retour au calme, 1989).
- Retour au calme.¨Paris, Gallimard, 1989.
- Le Sens de la marche. Paris, Gallimard, coll. ‘Blanche’, 1990.
- L'Improviste, une lecture du jazz. Edition revue et définitive, Paris, Gallimard, coll. Folio/Essais, 1990. (Reprise de: L'Improviste (1980) et Jouer le jeu (1985) dans une nouvelle édition, revue et augmentée).
- Sonnets dublinois. Montpellier, Fata Morgana, 1990. (La version définitive de ces poèmes est incluse dans L'Incorrigible, 1995).
- Canal du Centre. Poème, Montpellier, Fata Morgana, 1990.
- Affranchissons-nous. Montpellier, Fata Morgana, 1990.
- Lettres sur l'univers et autres discours en vers français. Paris, Gallimard, coll. ‘Blanche’, 1991.
- Aller aux mirabelles. Paris, Gallimard, coll. ‘L'un et l'autre‘, 1991.
- Un Calendrier élégiaque. Montpellier, Fata Morgana, 1991. (La version définitive de ces poèmes est incluse dans L'Incorrigible, 1995).
- Nouveau livre des reconnaissances. Montpellier, Fata Morgana, 1992.
- Aller à Elisabethville. Paris, Gallimard, coll. ‘L'un et l'autre‘, 1993.
- L'Incorrigible. Gallimard, coll. ‘Blanche‘, 1995.
- La Sauvette. Verdier, 1995. (Reprise d'une quarantaine de chroniques parues en 1981-82 dans Libération).
- Abelnoptuz. Théodore Balmoral, coll. ‘Le monde est là’, 1995.
- La Liberté des rues. Paris, Gallimard, coll. ‘Blanche‘, 1997.
- Aux buttes. Illustré par Jean-Maris Queneau, éditions de la Goulotte, 1997.
- Le Citadin. Paris, Gallimard, coll. ‘Blanche‘, 1998.
- Le Méridien de Paris. Montpellier, Fata Morgana, 1997
- Rue de Terre-Neuve. Paris, Librairies Gallimard, Editions Hors Commerce, 1998. 27 p.
- La Course: nouvelles poésies itinérantes et familières (1993-1998). Gallimard, 1999.
- Moyens de transport. Montpellier, Fata Morgana, 2000.
- Modèles réduits. Fata Morgana, 2001.
- Le Lit de la reine. Verdier, 2001.
- Accidents de la circulation. Gallimard, coll. Blanche, 2001.
- Aller au diable. Gallimard, coll. Blanche, 2002.
- Les Fins fonds. Verdier, 2002.
- Autobiographie du Jazz. Climats, 2002.
- Treize chansons de l'amour noir. Fata Morgana, 2002.
- Les Cinq points cardinaux. Fata Morgana, 2003.
- Nouvelles aventures de Pelby. Roman. Gallimard, 2003.
- L'Affaire du Ramsès III.Roman. Verdier, 2004.
- Le vingtième me fatigue suivi de Supplément à un inventaire lacunaire des rues du XXe arrondissement de Paris. Dogana, 2004.
- Europes, Fata Morgana, 2005.
- Ponts flottants, Gallimard, 2006.
- Toutes sortes de gens, Fata Morgana, 2007.
- Papier d'Arménie, Théodore Balmoral, 2007.
- Démêlés, Gallimard, 2008.

## Premi letterari
- Premio Max Jacob, 1969[2].